# Ligne San Martín
La ligne San Martín à Buenos Aires, capitale de l'Argentine est une ligne de transport de passagers qui draine une partie de la banlieue ouest de la cité.
Elle nait dans la gare terminale du chemin de fer General San Martín, l'une des trois gares juxtaposées qui constituent ce que l'on appelle à tort l'Estación Retiro, dans le quartier de Retiro. Elle offre là une correspondance avec la ligne  du métro de la capitale.
L'écartement des rails est large (1 676 millimètres).

La ligne était concédée à l'opérateur Transportes Metropolitanos General San Martín S.A., mais son contrat a été résilié par le gouvernement en janvier 2005, à la suite de graves manquements. Depuis lors la prestation des services est provisoirement à charge de l'Unidad de Gestión Operativa (Unité de Gestion Opérative ou UGOFE), formée par les autres sociétés opératrices urbaines, à savoir, Trenes de Buenos Aires, Metrovías et Ferrovías.

## Tracé
La ligne compte 56 kilomètres et 19 stations.

## Fréquentation

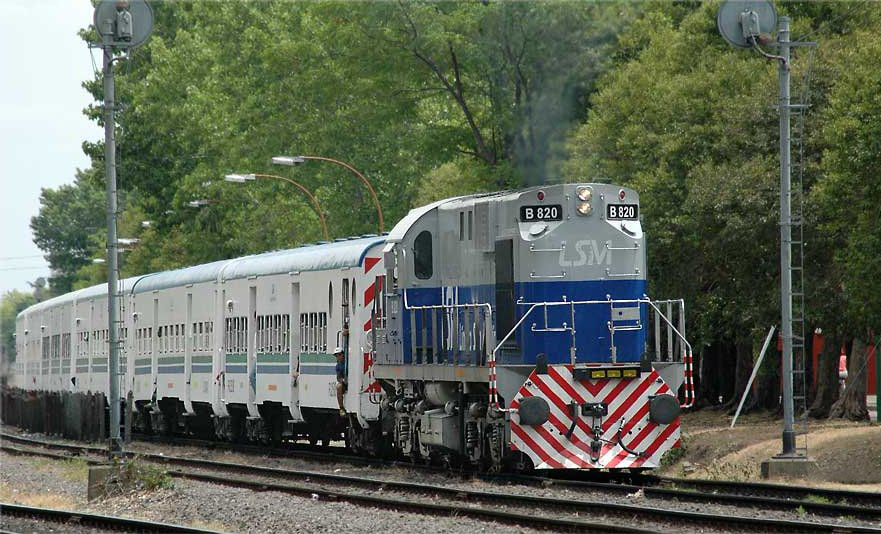
Formation réalisant un service de passagers sur la ligne San Martín, en 2005 après l'effondrement des prestations du concessionnaire Transportes Metropolitanos General S. Martín. La locomotive porte les couleurs de l'UGOFE ou unité ferroviaire d'urgence

Dans les années 1993-1999, la fréquentation de la ligne avait remarquablement progressé, passant de 26 679 000 passagers en 1993 à 50 746 000 en 1999. La crise aidant, le nombre baissa à 45 178 000 usagers en 2001, puis-preuve des graves manquements reprochés- s'effondra à 33 938 000 en 2002 et 29 870 000 en 2003. En 2004, grâce à la sortie de crise et au début de boom économique, le nombre de passagers se redressait quelque peu (22 988 000 pour les neuf premiers mois, soit sans doute plus de 32 millions pour l'année).